# Pedro Bracamonte y Sosa
Pedro José Bracamonte y Sosa (n. 1945) es un antropólogo y etnohistoriador mexicano, investigador de tiempo completo del Centro de Investigación y Estudios Superiores en Antropología Social. Fue director del Proyecto Peninsular del CIESAS.

## Formación académica
Tiene un doctorado en antropología de la Facultad de Filosofía y Letras de la Universidad Nacional Autónoma de México.
Forma parte del Sistema Nacional de Investigadores con el nivel II, especializado en etnohistoria y particularmente en aquella relativa a la península de Yucatán y su población maya.

## Obra
- Tiempo cíclico y vaticinios. Ensayo etnohistórico sobre el pensamiento maya., Ciesas-Miguel Ángel Porrúa, México, 2011.
- Coautoría con: Jesús Lizama Quijano y Gabriela Solís Robleda, Un mundo que desaparece. Estudio sobre la región maya peninsular. México, 2011.
- Una Deuda Histórica. Ensayo sobre las condiciones de pobreza secular entre los mayas, Ciesas-Miguel Ángel Porrúa, México (2007).
- La Perpetua Reducción México ( 2006).
- Coautoría con Gabriela Solís Robleda, Rey Canek. Documentos sobre la sublevación maya de 1761, Ciesas-Icy-Unam, México, 2005.[2]
- La encarnación de la profecía. Canek en Cisteil, Ciesas-M. Á. Porrúa-Icy, 2004.
- Los mayas y la tierra. Jurisdicción y propiedad indígena en el Yucatán colonial. Ciesas-Miguel Ángel Porrúa, 2003.
- La conquista inconclusa de Yucatán. Los mayas de la montaña, 1560-1680. Miguel Ángel Porrúa, México, 2001.[3]
- La memoria enclaustrada. Historia indígena de Yucatán. CIESAS-INI, México, 1994.

## Reconocimientos
- Premio Banamex de Historia Regional Mexicana 2002-2003, Fondo Cultural Banamex, México, (21 Oct 2004).
- Premio Banamex - Los Mayas Y La Tierra. La Propiedad Indígena En Yucatán Colonial, Banamex, México, (01 Oct 2003).